# Atos de Feitiçaria
Os Atos de Feitiçaria (em inglês: Witchcraft Acts) foram uma sucessão de leis da Inglaterra, Escócia e Irlanda, para regular a magia e as sanções para a sua prática, ou (nos anos posteriores) quem fingisse a sua prática.

## Idade Média
A primeira lei do Parlamento dirigida especificamente contra feitiçaria foi o acto De hæretico comburendo, aprovada por iniciativa do Arcebispo Thomas Arundel em 1401. Entende-se feitiçaria - sortilegium - "magia", ou "divinação", como uma espécie de heresia, e se o acusado de bruxaria não renunciasse a essas crenças, ele ou ela seria queimado vivo numa estaca.
Essa lei, no entanto, era dirigida contra um delito eclesiástico, e não tecnicamente um crime, no direito comum. Os delinquentes eram julgados perante um tribunal eclesiástico - a Inquisição, per se, não funcionava na Inglaterra, mas o procedimento foi comparável.
A pena de queimar era destinada apenas a infracções eclesiásticas, uma vez que a Igreja tentou evitar o derramamento de sangue.

## Ato de Feitiçaria de 1541
Até ao início do século XVI, as tensões religiosas não resultavam no aumento de sanções por bruxaria na Inglaterra. O Ato de Feitiçaria de 1541 desde que

"Será criminoso quem praticar, ou causar a prática, de exorcismo, feitiçaria, encantamento por feitiço ou, para obter dinheiro, consumir o corpo de qualquer pessoa, elemento ou deuses, provocar ilicitamente qualquer pessoa a amar, desprezar Cristo, ganância de dinheiro, para derrubar qualquer Cruz, ou para declarar quando os Deuses são roubados".
 Os crimes eram punidos com a morte.
Mais tarde, um novo estatuto de Henrique VIII condenava à morte quem "invocar ou conjurar um espírito maligno". Esta lei foi revogada pelo seu filho, mais liberal, Eduardo VI. Durante o reinado da sucessora de Eduardo, Maria I, não houve nenhuma nova lei de feitiçaria aprovada.

## Ato de Feitiçaria de 1562
A mais notável lei de feitiçaria foi aprovada no início do reinado de Isabel I. Esta lei de 1562, define que quem "usar, praticar ou exercer qualquer feitiçaria, encantamento, charme ou feitiço, que resulte na morte de uma pessoa ou destruição", sendo culpado de crime sem benefício do clero, e será julgado à morte. Esta lei foi ampliada ainda mais pelo sucessor de Isabel, Jaime I, que escreveu um tratado sobre a Dæmonologie e como Jaime VI da Escócia teve um interesse pessoal no julgamento de alguns acusados em Berwick-upon-Tweed.

## Ato de Feitiçaria de 1563
Do mesmo modo, o Parlamento da Escócia aprovou uma lei de feitiçaria em 1563.

## Ato de Feitiçaria de 1603
Em 1603, primeiro ano do reinado de Jaime, o ato elizabetano foi ampliado para a pena de morte sem benefício de clero para qualquer um que invocarasse os espíritos maus ou comungar com um espírito familiar. Foi esta lei que decretou a execução de Matthew Hopkins, o famoso "Descobridor Geral de Feitiços".
Os atos de Isabel e Jaime alteraram a lei de feitiçaria, em dois aspectos principais. Em primeiro lugar, fazendo da bruxaria um crime, que retirou o julgamento dos acusados de bruxaria da competência dos tribunais eclesiásticos para os tribunais do Estado.
Trata-se de, no mínimo, que os acusados, teoricamente, desfrutaram dos benefícios do processo penal ordinário. A execução de se queimar o acusado foi eliminada, exceto nos casos de feitiçaria que foram acusados de traição; os outros seriam condenados por enforcamento.
No entanto, fazendo da feitiçaria um crime ordinário, eles invocaram todas as sanções dos criminosos contra os bruxos convitos, incluindo embargo, em que as terras e os bens do preso passam para a Coroa. Isso permitiu dar uma participação financeira aos funcionários locais na busca de bruxas para condenar, o que fez disso a maior caça às bruxas da História inglesa.
Após o século XVII, a caça às bruxas gradualmente morreu, estabelecendo-se com as influências da Idade da Razão, começando a dar segurança à população.

## Ato de Feitiçaria de 1735
Este estatuto foi substituído por Jorge II por uma nova lei de feitiçaria, que marcou uma completa inversão de atitudes. As pessoas já não eram enforcadas por comungar com espíritos malignos. Em vez disso, uma pessoa que fingisse ter o poder de mobilizar bebidas espirituosas, predizer o futuro, lançar feitiços ou descobrir o paradeiro dos bens roubados era sujeita a multas e prisão.
Em 1944, Helen Duncan foi presa sob a lei de feitiçaria com o argumento de que ela havia convocado espíritos. Muitas vezes, alegava-se que a sua prisão era, na verdade, a mando de militares oficias supersticiosos que temiam que ela iria revelar os planos secretos para o Dia D. Ela chamou a atenção das autoridades supostamente após entrar em contato com o espírito de um marinheiro do HMS Barham, cujo naufrágio foi escondido do público em geral no momento. Passou nove meses na prisão.
Embora Duncan tenha sido frequentemente descrita como a última pessoa a ser condenada ao abrigo da lei, na verdade, Rebecca Jane Yorke foi condenada ao abrigo da lei mais tarde naquele mesmo ano. A última ameaça do uso da lei contra uma medium foi em 1950. Em 1951, a lei foi revogada com a promulgação do Ato das Mídias Fraudulentas de 1951, em grande parte por iniciativa de espíritas através da agência de Thomas Brooks MP.
É amplamente sugerido que a astrologia pode ter sido abrangida pela lei de feitiçaria. Da década de 1930 em diante, muitos tablóides e revistas fizeram colunas de astrologia, mas nenhum deles foi processado.
A lei de feitiçaria permaneceu legalmente em vigor na República da Irlanda, embora nunca foi realmente aplicada. A maioria das antigas leis inglesas foram revogadas na Irlanda em 16 de maio de 1983.
A legislação britânica está ainda em vigor em Israel, tendo sido introduzida no sistema jurídico do Mandato Britânico da Palestina, e com Israel depois de adquirir independência, a lei foi revogada em 1951 na Grã-Bretanha.
O artigo 417 do Código Penal israelita de 1977, em que muitas das leis são herdadas da legislação britânica e otomana, pune com dois anos de prisão a "bruxaria", definida como "fingir realizar um ato de feitiçaria, com a intenção de ganhar dinheiro", a lei exclui os atos de um mágico de palco, que não espera ganhar dinheiro de forma ilícita.